# Epitrichius elegans
Epitrichius elegans är en skalbaggsart som beskrevs av Tadao Kano 1931. Epitrichius elegans ingår i släktet Epitrichius och familjen Cetoniidae. Inga underarter finns listade i Catalogue of Life.